# Сінагурі
Сінагурі (груз. სინაგური) — село в Грузії.
За даними перепису населення 2014 року в селі проживає 35 осіб.